# Ким Юра
Ким А Ён (кор. 김아영, англ. Kim Ah-уoung; род. 6 ноября 1992) — южнокорейская певица и актриса, более известна под сценическим именем Юра (кор. 유라, англ. Yu Ra). Является участницей южнокорейской женской группы Girl’s Day.

## Ранние годы и образование
Юра родилась 6 ноября 1992 года в Ульсане, Южная Корея. Она училась в Ульсанской высшей школе искусства, специализировавшись на танцах. Юра также поступила в Дондагский Женский Университет вместе с Миной.

## Карьера
В 2010 году Юра стала участницей Girl’s Day, в которой она и Хери заменили бывших участниц (Джин и Джесон, которые были с группой на протяжении двух месяцев). До дебюта, Dream Tea способствовало промоушену с помощью: создания официального фан-кафе, канала на YouTube, а также создания аккаунтов в Twitter для каждой участницы. Кроме того, группа провела флэш-моб танец перед дебютом в коммерческих и развлекательных районах Сеула, тем самым, набрав большую популярность.
В 2012 Юра осуществила свой актерский дебют, снявшись в китайской веб-дораме «Секретный Ангел», которая транслировалась по кабельному каналу Sohu TV. Она также выпустила сингл «I Want to Love Now», который исполнила вместе с Jevice. Позже, Юра сыграла второстепенную роль в «Для Тебя во Всем Свету», сыграв поклонницу Ким Тэ Джина.
В 2014 Юра снялась в клипе Исона «Night and Day» с C.A.P и Teen Top. Позже она приняла участие в съемках реалити-шоу «Молодожены» вместе с моделью Хон Чжон Хёном. Кроме того, Юра является ведущей на совместном корейско-китайском шоу программы-прослушивания «Super Idol».
В 2016 Юра снялась в «Вкусная Дорога», канала MBC вместе с Ким Мин Джуном.

## Судебные процесс
8 ноября 2010 года экс-управляющая компания Action Music Entertainment подала судебный запрет против Юры, останавливая её от подписания второго контракта с Dram Tea Entertainment. Агентство желало приостановить деятельность всех 4 участниц на неопределенный срок, пока проблема не будет решена. В ответ на это представители Dram Tea заявили, что Action Music нарушили договорные условия: компания не платила за депозитный договор в течение трех недель, при условии достаточной поддержки, обманывали Юру с ложными утверждениями о широковещательной деятельности, и заставляли её покрывать все расходы. Dram Tea также пояснил, что родители Юры завершили все надлежащие процедуры, чтобы прекратить её контракт с Action Music до подписания контракта с Dram Tea. Иск продолжился, когда Action Music сообщило о том, что у них есть видео-доказательство непристойного поведения Юры. 20 января 2011 суд вынес решение в пользу Юры.

## Дискография
| Год  | Название                        | Альбом                |
| ---- | ------------------------------- | --------------------- |
| 2010 | «I Want to Love Now» (с Jevice) | Альбом не был выпущен |

## Фильмография

### Телесериалы
| Год  | Название                                     | Роль         | Канал       | Замтеки             |
| ---- | -------------------------------------------- | ------------ | ----------- | ------------------- |
| 2010 | «Я Верила Ему»                               |              | MBC         | Камео               |
| 2012 | «Секретный Ангел»                            | Ю Бин        | Sohu TV     | Второстепенная Роль |
| 2012 | «Для Тебя Во Всем Цвету»                     | Ли Юн Ён     | SBS         | Второстепенная Роль |
| 2013 | «Безбашенная Семья 3»                        | Пак Ю Ра     | MBC Every 1 | Ведущая Роль        |
| 2013 | «Семья»                                      | Камео        | KBS2        | Спешл Появление     |
| 2013 | The Clinic for Married Couples: Love and War | Ю Джин       | KBS2        | Ведущая Роль        |
| 2013 | «Драматический»                              | Ю Ра         | MBC Every 1 | Ведущая Роль        |
| 2014 | «Быть Высокомерной»                          | Хон Ха Ра    | SBS Plus    | Ведущая Роль        |
| 2016 | «Железная Леди»                              | Дженни       | tvN         | Ведущая Роль        |
| 2018 | «Радио Романтика»                            | Чжин Тхе Рин | KBS         | Главная роль        |

### Развлекательные шоу
| Год       | Название                            | Канал               | Заметки                                            |
| --------- | ----------------------------------- | ------------------- | -------------------------------------------------- |
| 2010      | «Мы Встречаемся»                    | MBC1                | Ведущая Роль                                       |
| 2012      | «Семья»                             | KBS                 | Камео, эпизод № 11                                 |
| 2013      | «Бегущий Человек»                   | SBS                 | Гость с Мина                                       |
| 2014      | «Бесконечный Спор»                  | MBC                 | Гость спецвыпуска Lunar New Year                   |
| 2014      | «Убийца Моды»                       | OnStyle             | Guest                                              |
| 2014      | «Опрос, Чтобы Изменить Мир»         | MBC                 | Guest with Sojin                                   |
| 2014      | «Эко Вила»                          | SBS                 | Гость                                              |
| 2014-2015 | «Idol Star Athletics Championships» | MBC                 | Участник                                           |
| 2014-2015 | «Молодожены»                        | MBC                 | Ведущая Роль с Хон Чжон Хёном (эпизод № 91 -№ 131) |
| 2015      | «К-поп Звезда 4»                    | SBS                 | Ведущая с Чжон Хен Му                              |
| 2015      | «Вне Школы»                         | jTBC                | Главная Участница                                  |
| 2015      | «Я Живу Один»                       | MBC                 | Гость                                              |
| 2015      | «Избежать Кризис No.1»              | KBS2                | Гость, эпизод № 422, № 441, № 485                  |
| 2015      | «Здравствуй, Контролер!»            | KBS2                | Гость с Соджин                                     |
| 2015      | «Супер Айдол!»                      | MBC Music & TV Zone | Ведущий                                            |
| 2015      | «Клуб После Школы»                  | Arirang             | Гость                                              |
| 2015      | «Опрос, Чтобы Изменить Мир»         | MBC                 | Гость с Соджин                                     |
| 2015      | «Еженедельный Айдол»                | MBC Every 1         | Гость с Соджин и Мина, эпизод № 210                |
| 2015      | «Один Счастливый День»              | MBC Music           | Главная Участница                                  |
| 2015      | «Бегущий Человек»                   | SBS                 | Гость, эпизод № 263                                |
| 2015      | «Пошли! Команда Мечты 2»            | KBS2                | Гость                                              |
| 2016      | «Мое Маленькое Телевидение»         | MBC                 | Гость                                              |
| 2016      | «Счастливы Вместе»                  | KBS                 | Гость с Хери, эпизод № 444                         |
| 2016      | «Возвращение Супермена»             | KBS2                | Утренний Ангел, эпизод № 125                       |
| 2016      | «Вкусная Дорога»                    | Olive TV            | Ведущая с Км Мин Джун                              |
| 2016      | «Дай Мне Дом»                       | tvN                 | Ведущая, эпизод № 7                                |
| 2016      | «Бегущий Человек»                   | SBS                 | Гость, эпизод № 322                                |
| 2016      | «Когда Игра Закончится»             | tvN                 | Участница                                          |

## Появление в видеоклипах
| Год  | Название Песни   | Артист         | Роль         |
| ---- | ---------------- | -------------- | ------------ |
| 2014 | «Night and Day»  | Исон           | Ведущая Роль |
| 2015 | «On a Rainy Day» | Party Street   | Ведущая Роль |
| 2015 | «I Am Korea»     | Разные Артисты | Саму Себя    |

## Награды и номинации
| Год  | Награда                        | Категория          | Номинированная Работа | Результат |
| ---- | ------------------------------ | ------------------ | --------------------- | --------- |
| 2014 | MBC Entertainment Awards       | Награда от MBC     | «Молодожены»          | Выиграла  |
| 2015 | 2015 Cable TV Broadcast Awards | Популярная Награда | «Dodohara»            | Выиграла  |